# سیمون استیهو
سیمون استیهو (دانمارکی: Simon Staho؛ زادهٔ ۲ ژوئن ۱۹۷۲) کارگردان فیلم اهل دانمارک است.
از فیلم‌هایی که وی در آن‌ها نقش داشته‌است، می‌توان به وجه خطرناک اشاره نمود.